# Martín Zurbano
Martín Zurbano (Varea, Logronyo, 29 de febrer de 1788 - 21 de gener de 1845) fou un militar liberal progressista espanyol.

## Biografia
Va començar la seva carrera militar a la Guerra del Francès i durant el Trienni Liberal va ingressar a la Milícia Nacional per lluitar contra els absolutistes. Ho feu també contra els carlins a la primera guerra carlina, a la Rioja, el País Basc, el País Valencià i Catalunya. Va rebre la creu de Sant Ferran.
Ascendit a mariscal de camp, a partir de 1840 es va unir a Baldomero Espartero, quan aquest era regent del Regne. El van nomenar comandant general de Biscaia i va participar en el bombardeig de Barcelona el 1843 i de Reus el 1844.
Caigut Espartero, es refugià a Portugal. Tornà, però, a Espanya, i pel novembre del 1844 s'alçà a la Rioja contra Narváez i ocupà Nájera, però va ser derrotat per l'exèrcit governamental2019 i el van condemnar i afusellar a Logronyo el 21 de gener de 1845.